# Toni Catany

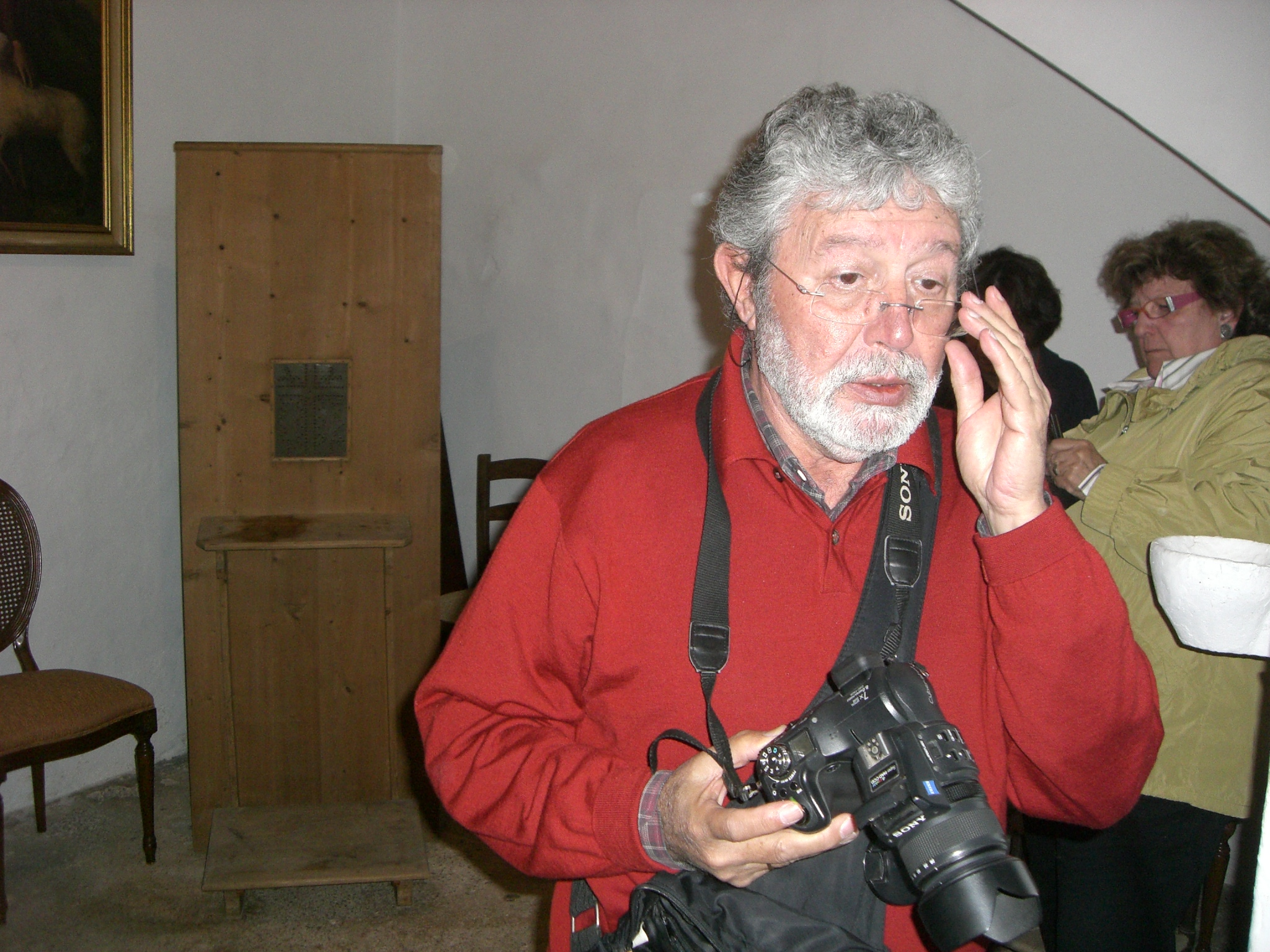
Toni Catany 2008

Toni Catany (* 15. August 1942 in Llucmajor, Mallorca; † 14. Oktober 2013 in Barcelona) war ein spanischer Fotograf.
In seiner Kindheit und Jugend begann er bereits zu fotografieren. Er spezialisierte sich auf Stillleben, Akt- und Porträtfotografie.
Für seinen 1997 erschienenen Band Photographs wurde er mit dem European Publishers Award for Photography (EPAP) ausgezeichnet.
Catany starb im Alter von 71 Jahren in Barcelona.